# وزارة الصحة (الجزائر)
وزارة الصحة الجزائرية، هي الفرع الوزاري في الحكومة الجزائرية المكلف عادة بإدارة الصحة والسكان.

## قائمة الوزراء
| الترتيب | البداية        | النهاية        | الوزير                 | الحكومة                                                                                    | ملاحظات                                                        |
| ------- | -------------- | -------------- | ---------------------- | ------------------------------------------------------------------------------------------ | -------------------------------------------------------------- |
| 1       | 27 سبتمبر 1962 | 18 سبتمبر 1963 | محمد الصغير نقاش       | حكومة بن بلة الأولى                                                                        | وزير الصحة العامة والسكان                                      |
|         |                |                |                        |                                                                                            |                                                                |
| 2       | 2 ديسمبر 1964  | 19 يونيو 1965  | محمد الصغير نقاش       | حكومة بن بلة الثالثة                                                                       | وزير الصحة العمومية والمجاهدين والشؤون الاجتماعية              |
| 3       | 20 يونيو 1965  | 10 جويلية 1965 | التيجاني هدام          | حكومة بومدين الأولى                                                                        | وزير الأوقاف والصحة العامة وقدامى المجاهدين والشؤون الاجتماعية |
| 4       | 10 جويلية 1965 | 21 مايو 1970   | التيجاني هدام          | حكومة بومدين الثانية                                                                       | وزير الصحة العمومية                                            |
| 5       | 21 مايو 1970   | 23 أفريل 1977  | عمر بوجلاب             | حكومة بومدين الثانية حكومة بومدين الثالثة                                                  | وزير الصحة العمومية                                            |
| 6       | 23 أفريل 1977  | 8 مارس 1979    | سعيد آيت مسعودان       | حكومة بومدين الرابعة                                                                       | وزير الصحة العمومية                                            |
| 7       | 8 مارس 1979    | 22 يناير 1984  | عبد الرزاق بوحارة      | حكومة عبد الغاني الأولى حكومة عبد الغاني الثانية حكومة عبد الغاني الثالثة                  | وزير الصحة                                                     |
| 8       | 22 يناير 1984  | 15 فيفري 1988  | جمال الدين حوحو        | حكومة الإبراهيمي الأولى حكومة الإبراهيمي الثانية                                           | وزير الصحة العمومية                                            |
| 9       | 15 فيفري 1988  | 9 نوفمبر 1988  | قاصدي مرباح            | حكومة الإبراهيمي الثانية                                                                   | وزير الصحة العمومية                                            |
| 10      | 9 نوفمبر 1988  | 9 سبتمبر 1989  | مسعود زيتوني           | حكومة مرباح                                                                                | وزير الصحة العمومية                                            |
| 11      | 9 سبتمبر 1989  | 25 يوليو 1990  | أكلي خديس              | حكومة حمروش الأولى                                                                         | وزير الصحة                                                     |
| 12      | 25 يوليو 1990  | 18 يونيو 1991  | حميد سيدي السعيد       | حكومة حمروش الثانية                                                                        | وزير الصحة                                                     |
| 13      | 18 يونيو 1991  | 16 أكتوبر 1991 | نفيسة لاليام           | حكومة غزالي الأولى                                                                         | وزيرة الصحة                                                    |
| 14      | 16 أكتوبر 1991 | 22 فبراير 1992 | محمد صالح منتوري       | حكومة غزالي الثانية                                                                        | وزير الصحة والشؤون الاجتماعية                                  |
| 15      | 22 فبراير 1992 | 8 يوليو 1992   | زهية منتوري            | حكومة غزالي الثالثة                                                                        | وزيرة الصحة والشؤون الاجتماعية                                 |
| 16      | 8 يوليو 1992   | 15 أبريل 1994  | محمد الصغير بابس       | حكومة عبد السلام حكومة مالك                                                                | وزير الصحة والسكان                                             |
| 17      | 15 أبريل 1994  | 23 ديسمبر 1999 | يحيى قيدوم             | حكومة سيفي الأولى حكومة سيفي الثانية حكومة أويحيى الأولى حكومة أويحيى الثانية حكومة حمداني | وزير الصحة والسكان                                             |
| 18      | 23 ديسمبر 1999 | 26 أوت 2000    | عمارة بن يونس          | حكومة بن بيتور                                                                             | وزير الصحة والسكان                                             |
| 19      | 26 أوت 2000    | 31 ماي 2001    | محمد العربي عبد المومن | حكومة بن فليس الأولى                                                                       | وزير الصحة والسكان                                             |
| 20      | 31 ماي 2001    | 19 أفريل 2004  | عبد الحميد أبركان      | حكومة بن فليس الثانية حكومة بن فليس الثالثة حكومة أويحيى الثالثة                           | وزير الصحة والسكان                                             |
| 21      | 19 أفريل 2004  | 1 ماي 2005     | مراد رجيمي             | حكومة أويحيى الرابعة                                                                       | وزير الصحة والسكان وإصلاح المستشفيات                           |
| 22      | 1 ماي 2005     | 23 جوان 2008   | عمار تو                | حكومة أويحيى الخامسة حكومة بلخادم الأولى حكومة بلخادم الثانية                              | وزير الصحة والسكان وإصلاح المستشفيات                           |
| 23      | 23 جوان 2008   | 28 ماي 2010    | السعيد بركات           | حكومة أويحيى السادسة حكومة أويحيى السابعة حكومة أويحيى الثامنة                             | وزير الصحة والسكان وإصلاح المستشفيات                           |
| 24      | 28 ماي 2010    | 3 سبتمبر 2012  | جمال ولد عباس          | حكومة أويحيى التاسعة                                                                       | وزير الصحة والسكان وإصلاح المستشفيات                           |
| 25      | 3 سبتمبر 2012  | 11 سبتمبر 2013 | عبد العزيز زياري       | حكومة سلال الأولى                                                                          | وزير الصحة والسكان وإصلاح المستشفيات                           |
| 26      | 11 سبتمبر 2013 | 24 مايو 2017   | عبد المالك بوضياف      | حكومة سلال الثانية حكومة سلال الثالثة حكومة سلال الرابعة حكومة سلال الخامسة                | وزير الصحة والسكان وإصلاح المستشفيات                           |
| 27      | 24 مايو 2017   | 11 مارس 2019   | مختار حسبلاوي          | حكومة تبون حكومة أويحيى العاشرة                                                            | وزير الصحة والسكان وإصلاح المستشفيات                           |
| 28      | 11 مارس 2019   | 2 يناير2020    | محمد ميراوي            | حكومة بدوي                                                                                 | وزير الصحة والسكان وإصلاح المستشفيات                           |
| 29      | 2 يناير 2020   | حتى الان       | عبد الرحمان بن بوزيد   | حكومة جراد                                                                                 | وزير الصحة                                                     |

## وصلات خارجية
- الموقع الرسمي لوزارة الصحة والسكان وإصلاح المستشفيات